# Imiprotrin
Az imiprotrin  (imiprothrin) egy piretroid alapú rovarölő szer, számos beltéri rovarirtó egyik összetevője. Az emberekre nézve alacsony veszélyességű, rovaroknál azonban paralízist okozó neurotoxinként viselkedik.